# Monika Hohlmeier
Monika Hohlmeier, nacida Monika Strauss (Múnich, 2 de julio de 1962) es una política alemana, eurodiputada por el partido Unión Social Cristiana de Baviera (CSU). Es presidenta de la Comisión de Control del Parlamento Europeo (desde 2019).

## Biografía
Hija de Franz Josef Strauss, Ministro presidente de Baviera (1978-1988). Monika es miembro de la CSU desde 1978. Fue miembro del Parlamento Regional Bávaro (1990-2008). Sirvió dos veces en el gobierno del Land: como Secretaria de Estado en el Ministerio de Educación y Asuntos Culturales (1993-1998), y como Ministro de Educación y Asuntos Culturales (1998-2005).
Fue elegida eurodiputada en las elecciones europeas de 2009 y reelegida en 2014 y 2019. Durante la 7ª legislatura en el Parlamento Europeo, se sentó en el grupo del Partido Popular Europeo. Es miembro de la Comisión de Presupuestos y fue miembro de dos comisiones especiales: la comisión especial de crisis financiera, económica y social (2009-2011) y la comisión especial de delincuencia organizada, corrupción y blanqueo de capitales (2012-2013).
Como presidenta de la Comisión de Control del Parlamento Europeo, Hohlmeier solicitó a la Comisión Europea que investigue e informe sobre si en el caso Mediador hay comprometidos fondos europeos.

### Vida personal
Casada con Michael Hohlmeier (17 de octubre de 1982), el matrimonio tuvo dos hijos: Michaela y Markus. Tras 31 años casados, se divorciaron (2013) de común acuerdo.

## Condecoraciones
- Orden al Mérito de Baviera.
- Cruz de la Orden del Mérito de la República Federal de Alemania (1988)